# Gábor Mohos
Gábor Mohos (ur. 11 września 1973 w Budapeszcie) – węgierski duchowny katolicki, biskup pomocniczy archidiecezji ostrzyhomsko-budapeszteńskiej od 2018.

## Życiorys

### Prezbiterat
Święcenia kapłańskie otrzymał 19 czerwca 1999 i został inkardynowany do archidiecezji ostrzyhomsko-budapeszteńskiej. Po kilkuletnim stażu wikariuszowskim został sekretarzem biskupim, zaś w latach 2008–2018 pełnił funkcję sekretarza generalnego Konferencji Episkopatu Węgier. W lipcu 2018 objął stanowisko rektora Papieskiego Instytutu Węgierskiego w Rzymie.

### Episkopat
4 października 2018 papież Franciszek mianował go biskupem pomocniczym archidiecezji ostrzyhomsko-budapeszteńskiej, ze stolicą tytularną Iliturgi. Sakrę biskupią otrzymał 8 grudnia 2018 z rąk kard. Pétera Erdő.